# Hans-Günther Beyerstedt

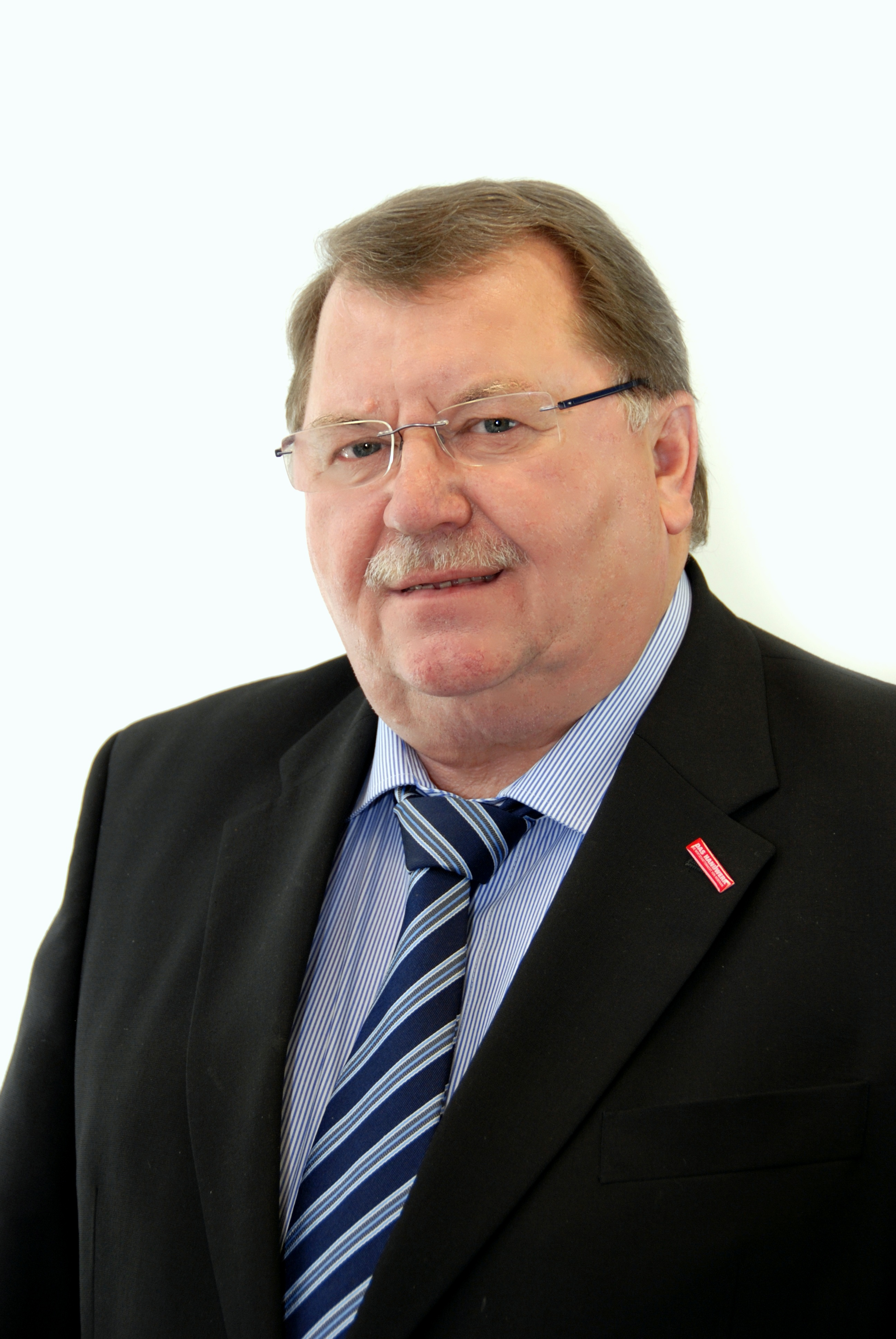
Hans-Günther Beyerstedt (2015)

Hans-Günther Beyerstedt (* 16. April 1948 in Braunschweig) ist ein deutscher Schornsteinfeger und Verbandsfunktionär. Er war von 2002 bis 2015 Präsident des Bundesverbandes des Schornsteinfegerhandwerkes.

## Leben
Hans-Günther Beyerstedt wurde am 16. April 1948 in Braunschweig geboren. Nach einer Ausbildung im  Schornsteinfegerhandwerk mit Abschluss als Schornsteinfegergeselle legte er im März 1970 die Meisterprüfung im Schornsteinfegerhandwerk ab. 1981 übernahm Beyerstedt einen Kehrbezirk in Braunschweig und führt dort einen Schornsteinfegerbetrieb in vierter Generation. Beyerstedt ist verheiratet und hat zwei Kinder.
Beyerstedt unterrichtete als Fach- und Berufsschullehrer an der Berufsbildenden Schule 3 in Hannover sowie an der Schornsteinfegerschule Langenhagen. Zudem vermittelte er als Gewerbelehrer Technologie Fachwissen an die Auszubildenden im Handwerk.

## Tätigkeit im Handwerk
Im Jahr 2002 wurde Hans-Günther Beyerstedt zum Präsidenten des Bundesverbandes des Schornsteinfegerhandwerks – Zentralinnungsverband (ZIV) – gewählt. In dieser Funktion vertrat Beyerstedt die berufspolitischen Interessen der 8.000 Schornsteinfegerbetriebe mit ihren 20.000 Beschäftigten. Diese sind in 53 Innungen sowie 16 Landesinnungsverbänden organisiert.
Im gleichen Jahr wurde er von den Vertretern der zwanzig nationalen Schornsteinfegerverbände zum Präsidenten der Europäischen Schornsteinfegermeister Föderation (Eschfoe) gewählt.

### Schwerpunkte während der Amtszeit

#### Reform des Schornsteinfegerrechts in Deutschland
Beyerstedt begleitete die Reform des Schornsteinfeger-Handwerksgesetzes (SchfHwG) nach den Vorgaben der EU-Kommission, welche zu entscheidenden Veränderungen wie der Teil-Liberalisierung der Tätigkeiten im Schornsteinfegerhandwerk führte. Seit dem Jahr 2013 gilt in bestimmten Schornsteinfegerarbeitsbereichen freier Wettbewerb. Vor und während des Gesetzgebungsverfahrens vertrat Beyerstedt die berufspolitischen und fachlichen Interessen des Handwerks bei der Europäischen Kommission und den zuständigen Bundesministerien. Beyerstedt betitelte dies als einen großen Umbruch „Vom regulierten Handwerk hin zum freien Wettbewerb“.

#### Neuregelung der Altersversorgung
Im Zuge der Reform des Schornsteinfeger-Handwerksgesetzes (SchfHwG) wurde auch die Altersvorsorge der Bevollmächtigten Bezirksschornsteinfeger neu geregelt werden. Aus diesem Grund wurde die bis dahin zuständige Versorgungsanstalt der deutschen Bezirksschornsteinfegermeister geschlossen und im Jahr 2012 das Versorgungswerk im Schornsteinfegerhandwerk e.V. gegründet. Beyerstedt war Vorstandsvorsitzender der Vertreterversammlung der Versorgungsanstalt und Mitglied des Kammerrates der Bayerischen Versorgungskammer, die die Geschäfte der Versorgungsanstalt führte. In seiner Amtszeit erreichte er, dass eingezahlte Rentenbeiträge erhalten werden konnten.

#### Neue Ausbildungsverordnung und Einführung eines Ausbildungs-Fördersystems
Im Jahre 2012 wurde eine neue Ausbildungsverordnung im Schornsteinfegerhandwerk eingeführt, an deren Entstehung Beyerstedt mitwirkte. Auch die Gründung der berufseigenen Ausbildungskostenausgleichskasse auf Bundesebene fiel in Beyerstedts Amtszeit als Bundesverbandspräsident. Diese Ausbildungskostenausgleichskasse hat das Ziel, Ausbildungsbetriebe finanziell zu unterstützen um die Ausbildung im Handwerk zu fördern und zu sichern.
Mit dem Zentralverband Deutscher Schornsteinfeger – gewerkschaftlicher Fachverband - (ZDS) schloss der Bundesverband des Schornsteinfegerhandwerks unter Beyerstedts Federführung im Jahr 2014 einen neuen Mindestlohntarifvertrag für Schornsteinfegermitarbeiter.

## Ehemaliges und aktives ehrenamtliches Engagement in den Handwerksorganisationen
Von 1970 bis 1972 übernahm Beyerstedt im Zentralverband der Schornsteinfeger – gewerkschaftlicher Fachverband – (ZDS) das Amt des Bezirksgruppentechnikers, von 1972 bis 1973 das Amt des Landesverbandstechnikers in Niedersachsen. Von 1974 bis 1980 wurde Beyerstedt zum Technischen Referenten ernannt.
Als Bevollmächtigter Bezirksschornsteinfeger (bis 2013 Bezirksschornsteinfegermeister) engagierte sich Beyerstedt zunächst von 1981 bis 1985 ehrenamtlich als Kreisobmann. Anschließend vertrat er als Obermeister von 1985 bis 1989 die Interessen der Schornsteinfeger-Innung Braunschweig. 1989 wurde Beyerstedt zum Landesinnungsmeister des Landesinnungsverbandes des Schornsteinfegerhandwerks Niedersachsen gewählt. In Langenhagen führte er die Amtsgeschäfte auf Landesebene bis zu seiner Wahl zum Präsidenten des Bundesverbandes des Schornsteinfegerhandwerks im Jahr 2002.

### Andere Handwerksorganisationen
- Beiratsmitglied im Deutschen Feuerwehrverband
- Vorstandsmitglied der Unternehmerverbände des Deutschen Handwerks (UDH)
- Erster Vorsitzender der Meisterprüfungskommission im Bäckerhandwerk und Dachdeckerhandwerk
- Stellvertretender Vorsitzender der Meisterprüfungskommission im Fleischerhandwerk
- Mitglied des Verwaltungsrats der IKK
- Stellvertretender Vorsitzender des Heinz-Piest-Instituts für Handwerkstechnik an der Leibniz Universität Hannover
- Vorstandsvorsitzender der Landesgewerbeförderstelle des Handwerks in Niedersachsen
- Vorstandsmitglied der Unternehmerverbände Niedersachsen e.V. (UVN)
- Beiratsmitglied der Verbundnetz Gas AG in Leipzig

## Auszeichnungen
- Im Jahr 2004 erhielt Beyerstedt vom Bundespräsidenten das Bundesverdienstkreuz am Bande.
- Seit 2005 ist Beyerstedt Ehren-Landesinnungsmeister des Landes Niedersachsen.
- Im Jahr 2008 wurde ihm die höchste Ehrung im Handwerk, das Handwerkszeichen in Gold verliehen.[6]
- 2009 erhielt er die Deutsche Feuerwehr-Ehrenmedaille sowie im Jahr 2015 die Silberne Ehrennadel des Deutschen Feuerwehrverbandes (DFV).
- 2015 wurde Beyerstedt zum Ehren-Präsidenten des Bundesverbandes des Schornsteinfegerhandwerks ernannt.
- 2015 Bundesverdienstkreuz 1. Klasse